# Slap Düden
Slapovi Düden so skupina slapov v provinci Antalya v Turčiji. Slapovi, ki jih tvori voda, so 12 kilometrov severovzhodno od Antalye. Končajo se, kjer se vode spodnjega Düdenskega jezera spuščajo preko skalnate pregrade neposredno v Sredozemsko morje.
Skupino slapov Düden sestavljata dva slapova, zgornji in spodnji slap Düden.

## Zgornji slap
Slap sledi koordinatam: 36°57′49.7″N 30°43′36.1″E / 36.963806°N 30.726694°E.Vstop v park s slapovi je pri 21. Cd. cesti v Şelale Mahallesi.

## Spodnji slap
Slap Karpuzkaldiran sledi koordinatam: 36°51′03.6″N 30°47′00.1″E / 36.851000°N 30.783361°E. Slapovi so v parku Düden.

## Kraški sistem Düdenbaşı
Na 28. in 30. kilometrski oznaki stare poti Antalya-Burdur (ki poteka skozi mesto Döşemealtı) se pojavita dva velika kraška vira. Ta izvira, Kırkgözler in Pınarbaşı, se po kratkem toku združita in izgineta v ponoru Bıyıklı. Nekateri ponori lahko pogoltnejo reko ali jezero. V tej regiji je tudi velik ponor Suğla (Konya). Izhodna odprtina Bıyıklı lahko znaša 30 kubičnih metrov na sekundo. Ta količina je proizvod izvirov Kırkgöz in Pınarbaşı ob poplavi.
Voda, ki izgine v ponoru Bıyıklı, potuje 14 km pod zemljo in pride na dan v jami Varsak. Po zelo kratkem toku izgine na drugem koncu. Voda, ki izgine v Varsaku, gre podzemno 2 km in se v Düdenbaşiju vrne s pritiskom iz sifona. Voda, ki pada v Düdenbaşiju, je voda, ki prihaja iz hidroelektrarne Kepez.
Regulator, zgrajen pred ponorom Bıyıklı, usmerja vode Kırkgözlerja in Pınarbaşı v kanal do hidroelektrarne Kepez, kjer jih tlačna cev prenese v ravnotežni lijak in jo spusti preko turbine naprave.
V Düdenbaşıju voda spet teče iz izpustne enote z dolgim kanalom, kjer tvori umetne kaskade. Od tod je količina vode tvori veliko reko. Sedem namakalnih jarkov porazdeli vodo na kopnem severovzhodno od Antalye.
Po Düdenbaşıju se vode Düdençaya ločijo v številne potoke in končno, vzhodno od Antalye, v 40 m slapu Karpuzkaldıran iz ploščadi padajo v Sredozemsko morje. Te slapove obkroža park. Iz morja je spodnji slap mogoče videti z izletom iz pristanišča v Antalyi.